# Paul Collet
Paul Collet (Belgio, 1º gennaio 1953) è un regista, sceneggiatore e produttore cinematografico belga.

## Biografia
Paul Collet è un regista e sceneggiatore dal 1967 con Pierre Drouot ha co-diretto prima Cash? Cash! e nel 1969 il lungometraggio Maliziosamente (L'étreinte) un film erotico, pop e un po' femminista che all'epoca fu molto famoso in Belgio.
Tale sodalizio artistico proseguì nel 1972 con il film Luisa... una parola d'amore e nel 1975 anno in cui realizzarono il lungometraggio Mort d'une nonne.  

## Filmografia

### Regia e sceneggiatore
- Cash? Cash! (1967)
- Maliziosamente (L'étreinte) (1969)
- Luisa... una parola d'amore (1972)
- Mort d'une nonne (Dood van een non) (1975)
- Het beest (1982)
- Close (1993)

### Produttore
- La vestale di Satana, regia di Harry Kümel (1971)
- Perché i gatti, regia di Fons Rademakers (1973)
- Salut en de kost (1974)
- Close (1993)